# Gronówko (województwo kujawsko-pomorskie)
Gronówko – wieś w Polsce położona w województwie kujawsko-pomorskim, w powiecie toruńskim, w gminie Lubicz.
W latach 1975–1998 miejscowość administracyjnie należała do województwa toruńskiego.